# Échecs Circé
Pour les articles homonymes, voir Circé (homonymie).
Les échecs Circé ou le Circé sont une variante du jeu d'échecs, essentiellement utilisée comme condition féerique dans le problème d'échecs, dans laquelle les pièces capturées renaissent immédiatement sur leur case de départ.
Les règles précises sont les suivantes :
1. les pions retournent à leur position initiale sur la même colonne où ils se trouvaient lors de la capture.
2. les tours, cavaliers et fous retournent à leur case initiale qui est de la même couleur que la case où ils ont été capturés

Ainsi un pion capturé en b4 réapparaît en b2. Un cavalier noir capturé en f6 renaît en b8, une tour noire capturée sur cette même case est replacée en h8. Le roque avec une tour réapparue est autorisé.
Si la case sur laquelle une pièce doit réapparaître est occupée, cette dernière est définitivement capturée.

## Variantes du Circé
Les règles des échecs Circé ont été décrites pour la première fois par P. Monréal et J.-P. Boyer dans un article dans Problème en 1968.
Ce sont les règles les plus communes employées en circé. Il existe des variantes du Circé :
- anticircé : la pièce capturante est replacée sur sa case initiale. La pièce capturée disparaît du plateau.
- circé caméléon : la pièce capturée réapparaît d'après le schéma Cavalier→Fou, Fou→Tour, Tour→Dame, Dame→Cavalier, sauf si c'est un pion.
- circé parrain : une pièce capturée réapparaît sur une case dépendant du coup suivant la capture.
- circé Rex inclusive : les règles de renaissance concernant également les rois.
- circé clone : une pièce capturée réapparaît sur sa case initiale mais devient la même pièce que celle qui l'a capturée (sauf si c'est un roi)
- circé diagramme : une pièce capturée réapparaît à la position qu'elle avait sur le diagramme.
- circé kamikaze : la pièce capturée réapparaît sur sa case initiale. La pièce capturante disparaît.
- circé koko : la case de renaissance est celle de la pièce capturante.
- circé maléfique martien : les pièces capturent uniquement à partir de leur position initiale. Les pièces capturées disparaissent du plateau.
- circé miroir : la pièce capturée réapparaît sur la case où une pièce de couleur opposée réapparaitrait en circé ordinaire.
- circé Platzwechsel : la pièce capturée réapparaît sur la case où se trouvait la pièce capturante avant la capture
- circé symétrique : la case de réapparition est la symétrique de la case de réapparition usuelle par rapport au centre de l'échiquier

Le Circé est rarement joué en tant que variante (auquel cas, il est habituellement combiné aux échecs progressifs), mais est très souvent utilisé dans des problèmes d'échecs.